# Michał Sobkowski
Michał Jerzy Sobkowski (ur. 5 lutego 1962 w Poznaniu) – polski chemik, doktor habilitowany nauk chemicznych specjalizujący się w chemii organicznej, a zwłaszcza w chemii naturalnych organicznych związków fosforu. Pracownik naukowy, b.  Zastępca Dyrektora ds. Naukowych Instytutu Chemii Bioorganicznej PAN, gdzie kieruje Zakładem Chemii Komponentów Kwasów Nukleinowych. Prowadzi badania mechanistyczne, syntetyczne i stereochemiczne nad analogami nukleotydów i oligonukleotydów. Jest także współautorem nowego systemu nazewnictwa stereochemicznego P-chiralnych pochodnych nukleotydów.

## Życiorys
Jest synem Eugenii i Władysława Sobkowskich. W roku 1981 ukończył VIII Liceum Ogólnokształcące im. Adama Mickiewicza w Poznaniu, a w roku 1986 – studia chemiczne na Wydziale Chemii UAM. Po obronie pracy magisterskiej zatytułowanej „Poszukiwania optymalnej metody benzylowania grupy 2'-hydroksylowej nukleozydów” rozpoczął pracę w Instytucie Chemii Bioorganicznej PAN w zespole docenta Adama Kraszewskiego. W roku 1997 obronił pracę doktorską „Chemiczna synteza nieradioizotopowych sond molekularnych”. W trakcie jej przygotowania został współautorem siedemnastu publikacji naukowych. W roku 2011 na podstawie pracy „Chemia i stereochemia reakcji H-fosfonianów nukleozydów z alkoholami” otrzymał stopień doktora habilitowanego. Od roku 2012 jest zatrudniony w IChB PAN na stanowisku profesora nadzwyczajnego, a w roku 2013 został kierownikiem Zespołu Stereochemii Nukleotydów funkcjonującego w ramach Zakładu Chemii Kwasów Nukleinowych IChB PAN. Od 2015 r. członek rady naukowej IChB PAN, w tym w kadencji 2023–2026 zastępca przewodniczącego. W latach 2016–2021 zastępca dyrektora IChB PAN do spraw naukowych. Od 2018 r. członek rady nadzorczej Wielkopolskiego Centrum Zaawansowanych Technologii; był też członkiem rady nadzorczej Fundacji ICHB PAN.

## Projekty badawcze
W latach 2002–2005 jako kierownik grantu KBN prowadził projekt: „Źródła stereoselektywności podczas tworzenia wiązania internukleotydowego metodą H-fosfonianową. Badania metodyczne i aplikacyjne”.
W latach 2012–2015 jako kierownik grantu NCN prowadził projekt: „Opracowanie stereospecyficznych czynników fosforylujących zawierających nukleofilowe grupy katalityczne”.
Prowadził badania nad amidofosforanowymi pochodnymi analogów nukleotydów. Poszukiwał metody syntezy arylonukleozydoamidofosforanodiestrów. Prowadził prace nad nukleozydo 5'-difosforanami. W wyniku tych prac jest łatwiejsza dostępność syntetyczna różnych analogów 5’-difosforanów nukleozydów.

## Staże zagraniczne
Odbył dwa długoterminowe staże naukowe:
- 1990: staż naukowy na Uniwersytecie w Bayreuth (Niemcy)
- 1998–2000: staż podoktorski na Uniwersytecie w Ulm (Niemcy).

## Publikacje
Jest autorem lub współautorem ok. 50 publikacji naukowych w czasopismach z listy filadelfijskiej, dwóch patentów i kilkunastu komunikatów konferencyjnych. Jest współautorem rozdziału „Oligonukleotydowe sondy molekularne o detekcji nieradioizotopowej” w pracy zbiorowej Na pograniczu chemii i biologii.
Wedle stanu na koniec listopada 2011 Scopus podawał 51 publikacji cytowanych 517 razy przez 281 prac. Wskaźnik Hirscha wynosił 11. Publikował głównie z takimi autorami jak Adam Kraszewski i Jacek Stawiński (ponad 40 wspólnych prac).
Najważniejsze z prac Sobkowskiego dotyczyły badań nad arylowymi H-fosfonianami. Dotyczyły one syntezy 3′-H-fosfonianów deoksyrybonukleozydów i rybonukleozydów poprzez transestryfikację H-fosfonianu difenylu, badał wpływ związków dwufukcyjnych, jak aminoalkohole, na transestryfikację, opisywał kwestie dysproporcjonacji H-fosfonianów difenylowych, syntezy związków h-fosfamidanowych aktywowanych związkami chloru z H-fosfonianów i amin. Opracowywał także syntezę alkilowych monoestrów H-fosfonianowych oraz siarkowych pochodnych fosfonianów.

## Odznaczenia i wyróżnienia
- Krzyż Kawalerski Orderu Odrodzenia Polski (2019)[27]